# Hyllus fur
Hyllus fur är en spindelart som beskrevs av Embrik Strand 1906. Hyllus fur ingår i släktet Hyllus och familjen hoppspindlar. Inga underarter finns listade i Catalogue of Life.